# Mocho-de-faces-brancas
O Mocho-de-faces-brancas (Ptilopsis granti) é uma espécie de ave estrigiforme pertencente à família Strigidae. é nativa do sudeste da África e mede de 22 à 28 centímetros. 
Seus ovos são postos geralmente no ninho de outros pássaros. A ninhada contem dois ou três ovos que são incubados por aproximadamente 30 dias. As corujas jovens deixam o ninho um mês após nascerem.
Esta coruja tem a habilidade de modificar sua aparência em situações de perigo e ameaça. Ela pode aumentar seu corpo para defender-se de outras corujas, ou aparentar diminuir de tamanho para camuflar-se como um galho.